# Lijst van rijksmonumenten in de Utrechtsedwarsstraat
Een overzicht van de 20 rijksmonumenten in de Utrechtsedwarsstraat in Amsterdam.
| Object | Oorspronkelijke functie? | Bouwjaar                     | Architect | Locatie                      | Coördinaten?                  | Nr.? | Afbeelding                       |
| --- | ------------------------ | ---------------------------- | --------- | ---------------------------- | ----------------------------- | ---- | -------------------------------- |
| Pand met halsgevel waarin twee oeils-de-boeuf | Gebouw                   | eerste kwart 18e eeuw        |           | Utrechtsedwarsstraat 25      | 52° 21' 41" NB, 4° 53' 51" OL | 5799 | Meer afbeeldingen                |
| Huis met eenvoudige klokgevel | Gebouw                   | mogelijk 17e eeuw en later   |           | Utrechtsedwarsstraat 61      | 52° 21' 41" NB, 4° 53' 55" OL | 5801 | Upload foto                      |
| Pakhuis met puntgevel | Woonhuis                 | ca. 1800                     |           | Utrechtsedwarsstraat 63      | 52° 21' 41" NB, 4° 53' 55" OL | 5802 | Upload foto                      |
| Complex etagewoningen met gevel onder recente rechte lijst | Gebouw                   | mogelijk 19e eeuw            |           | Utrechtsedwarsstraat 71      | 52° 21' 42" NB, 4° 53' 58" OL | 5803 | Upload foto                      |
| Huis met gevel onder klokvormige top met gebogen fronton | Gebouw                   | 17e eeuw                     |           | Utrechtsedwarsstraat 89      | 52° 21' 42" NB, 4° 53' 60" OL | 5804 | Upload foto                      |
| Huis met gevel onder klokvormige top met rollagen | Gebouw                   | 17e eeuw                     |           | Utrechtsedwarsstraat 145A    | 52° 21' 43" NB, 4° 54' 5" OL  | 5805 | Meer afbeeldingen                |
| Huis met latere puntgevel | Gebouw                   | vermoedelijk 17e eeuw (kern) |           | Utrechtsedwarsstraat 147A    | 52° 21' 43" NB, 4° 54' 6" OL  | 5806 | Upload foto                      |
| Huis met klokgevel en gevelsteen | Gebouw                   | 17e eeuw (kern)              |           | Utrechtsedwarsstraat 4       | 52° 21' 39" NB, 4° 53' 48" OL | 5807 | Huis met klokgevel en gevelsteen |
| Pand met gekuifde klokgevel | Gebouw                   | derde kwart 18e eeuw         |           | Utrechtsedwarsstraat 10      | 52° 21' 39" NB, 4° 53' 48" OL | 5808 | Pand met gekuifde klokgevel      |
| Pand met klokgevel onder siertrossen | Woonhuis                 | tweede helft 18e eeuw        |           | Utrechtsedwarsstraat 58      | 52° 21' 41" NB, 4° 53' 54" OL | 5809 | Upload foto                      |
| Huis met op originele bolle puibalk overgebouwde puntgevel van het overigens op het begijnhof voorkomende zeer gesloten type                                               | Woonhuis                 | 17e eeuw                     |           | Utrechtsedwarsstraat 78      | 52° 21' 41" NB, 4° 53' 58" OL | 5811 | Meer afbeeldingen                |
| Huis met op originele bolle puibalk overgebouwde puntgevel van het overigens op het begijnhof voorkomende zeer gesloten type                                               | Woonhuis                 | 17e eeuw                     |           | Utrechtsedwarsstraat 80      | 52° 21' 41" NB, 4° 53' 58" OL | 5812 | Upload foto                      |
| Pand met halsgevel | Gebouw                   | eerste kwart 18e eeuw        |           | Utrechtsedwarsstraat 84      | 52° 21' 41" NB, 4° 53' 59" OL | 5813 | Pand met halsgevel               |
| Huis met latere gevel op houten pui en onder klokvormige top met rollagen en recht afdeklijstje                                                                            | Gebouw                   | 17e eeuw                     |           | Utrechtsedwarsstraat 106     | 52° 21' 42" NB, 4° 54' 1" OL  | 5814 | Upload foto                      |
| Huis onder dwars dak met gevel onder rechte lijst met gesneden consoles en voorzien van een deuromlijsting met gesneden consoles en een goede roedenverdeling in de venste | Woonhuis                 | 17e eeuw (kern)              |           | Utrechtsedwarsstraat 108HS/I | 52° 21' 42" NB, 4° 54' 1" OL  | 5815 | Upload foto                      |
| Huis met gevel waarvan de top door een provisorisch punttopje is vervangen                                                                                                 | Gebouw                   | 18e eeuw (huis)              |           | Utrechtsedwarsstraat 110     | 52° 21' 42" NB, 4° 54' 2" OL  | 5816 | Upload foto                      |
| Huis onder dwars dak met latere gevel | Woonhuis                 | mogelijk 17e eeuw (kern)     |           | Utrechtsedwarsstraat 118     | 52° 21' 42" NB, 4° 54' 3" OL  | 5817 | Upload foto                      |
| Huis onder dwars dak met gewijzigde gevel op houten pui waarin twee deuren                                                                                                 | Woonhuis                 | 17e eeuw                     |           | Utrechtsedwarsstraat 150     | 52° 21' 43" NB, 4° 54' 6" OL  | 5818 | Upload foto                      |
| Verhoogd huis met vernieuwd dak waarvan de gevel door een dakkapel onderbroken lijst als beëindiging heeft                                                                 | Gebouw                   | 17e eeuw (kern)              |           | Utrechtsedwarsstraat 162     | 52° 21' 43" NB, 4° 54' 7" OL  | 5819 | Upload foto                      |
| Hoekhuis met klokgevel | Gebouw                   | 18e eeuw                     |           | Utrechtsedwarsstraat 76A     | 52° 21' 41" NB, 4° 53' 58" OL | 5833 | Upload foto                      |